# Only in Dreams
«Only in Dreams» es una canción de la banda estadounidense Weezer incluida en su álbum de estudio debut The Blue Album, lanzado en 1994. Fue compuesta por Rivers Cuomo. De aproximadamente ocho minutos de duración, es la canción más larga de la banda. Se destaca por la dinámica creciente de las dos guitarras, el bajo y la batería durante tres minutos, hasta llegar al clímax con solo de guitarra al final. La canción tiene una notable línea de bajo de Matt Sharp (escrita por Cuomo). 
En 2006, cuando se le preguntó a Cuomo sobre los solos de guitarra que más le gustaban, respondió: "Me quedo con 'Only in Dreams' y 'Haunt You Every Day' por lejos. Poca gente sigue tocando estos tipos de solo".
En 2007, la canción fue colocada en el número ocho de las "Veinte mejores canciones de guitarra" de la Q Magazine.
En vivo, Only in Dreams típicamente ha sido tocada al final del concierto.

## Músicos
- Rivers Cuomo – guitarra líder y voz
- Patrick Wilson – batería
- Brian Bell – guitarra rítmica
- Matt Sharp – bajo eléctrico

## Productor discográfico
- Ric Ocasek